# Dicranomyia (Dicranomyia) rixosa
Dicranomyia (Dicranomyia) rixosa is een tweevleugelige uit de familie steltmuggen (Limoniidae). De soort komt voor in het Oriëntaals gebied.